# Dominique Bulamatari
Dominique Bulamatari (ur. 4 czerwca 1955 w Kinszasie, zm. 26 sierpnia 2024 tamże) – kongijski duchowny katolicki, biskup Molegbe w latach 2009–2023.

## Życiorys
Święcenia kapłańskie przyjął 20 kwietnia 1980.

## Episkopat
29 października 1999 papież Jan Paweł II mianował go biskupem pomocniczym archidiecezji kinszaskiej oraz biskupem tytularnym Elephantaria in Mauretania. Sakry biskupiej udzielił mu 30 stycznia 2000 ówczesny arcybiskup Kinszasy – kardynał Frédéric Etsou-Nzabi-Bamungwabi.
14 listopada 2009 papież Benedykt XVI mianował go biskupem diecezjalnym Molegbe. 1 sierpnia 2023 papież Franciszek przyjął jego rezygnację z pełnionej funkcji.